# Fotbal Club Colțea București
Il Fotbal Club Colțea București è stata una squadra di calcio rumena fondata nel 1913 e attiva fino al 1941, anno in cui si è sciolta. Ha disputato quattro edizioni del campionato di calcio rumeno.

## Storia
Il club è stato fondato nel 1913 come Club Sportiv Colțea București da alcuni studenti di Bucarest appassionati di calcio. L'idea era di creare una squadra formata da calciatori rumeni mentre le altre principali formazioni erano prevalentemente composte da lavoratori stranieri.
Partecipò ai campionati a partire dall'edizione 1914-1915 ottenendo il miglior risultato (considerando il numero di squadre partecipanti) nel 1920-1921 quando terminò al quarto posto su sette squadre.
Con la riforma dei campionati disputò il girone della capitale non venendo mai ammessa alla fase nazionale mentre con la creazione del torneo a girone unico compare unicamente nella Divizia C del 1937-38. Con la pausa del campionato a causa della seconda guerra mondiale il club si scioglie.
Nel 1920 il club fonda filiali a Brașov e Ploiești.
Tra i giocatori merita menzione Nicolae Secăreanu, centrocampista, famoso baritono dopo il ritiro

## Stadio
Il terreno di gioco principale era il Sfântu Elefterie, nei pressi dell'attuale Hotel Sofitel. Ha giocato inoltre al Bolta Rece, primo campo da gioco della capitale, e al Pleșoianu.

## Palmarès

### Altri piazzamenti
- Campionato rumeno:

Terzo posto: 1915-1916, 1919-1920